# Vzpoura v boce Kotorské
Vzpoura v boce Kotorské v Černé Hoře bylo povstání proti Rakousko-Uhersku v roce 1918. Začala 1. února 1918 na pancéřovém křižníku Sankt Georg a depotní lodi ponorek SMS Gäa. Zúčastnilo se jí přibližně 3000–4000 námořníků. Velení rakousko-uherského loďstva ji izolovalo a úspěšně potlačilo. Vzpoura nebyla vnitřně jednotná a byla izolována od ostatních nespokojených posádek. Rakušané proti vzbouřencům nasadili tři bitevní lodě a dělostřelectvo, Němci pak ponorky.
Dne 3. února 1918 byla vzpoura potlačena, 800 námořníků bylo vsazeno do těžkého žaláře, 432 z nich bylo do konce války souzeno stanným soudem a čtyři vůdcové vzpoury byli, včetně českého Němce Františka Rasche, popraveni. Jeho pamětní deska se nalézá na budově bývalé kotorské věznice, hroby námořníků na hřbitově Škaljari v okolí města.

## Důvody vzpoury
Na přelomu let 1917 a 1918 vedla námořní blokáda Dohody k velké potravinové a vnitropolitické krizi Centrálních mocností, jejímž projevem byly stávky a nepokoje, spojené s voláním po ukončení války. Snížení přídělů potravin v Rakousku-Uhersku v lednu 1918 vyvolalo vlnu nepokojů, ke kterým se přidali i dělníci loděnic v Terstu a Pule. Vzpoura v boce Kotorské byla součástí této vnitropolitické krize. K prvním nepokojům v námořnictvu došlo 27. ledna v Pule na řadových lodích Habsburg a Radetzky, odkud se rozšířily na většinu těžkých lodí. Podařilo se je ale rychle uklidnit zvýšením přídělu potravin a splněním dalších požadavků.
Mnohem vážnější situace nastala v boce Kotorské. Důvodem vzpoury byly původně protesty proti nelidským podmínkám na lodích – námořníci trpěli hlady, zatímco důstojníci prodávali pro osobní zisk potraviny; nakonec se však vyvinula v protest proti nerovnému postavení národů v rakouské monarchii.

## Průběh

### Počátek vzpoury a první jednání

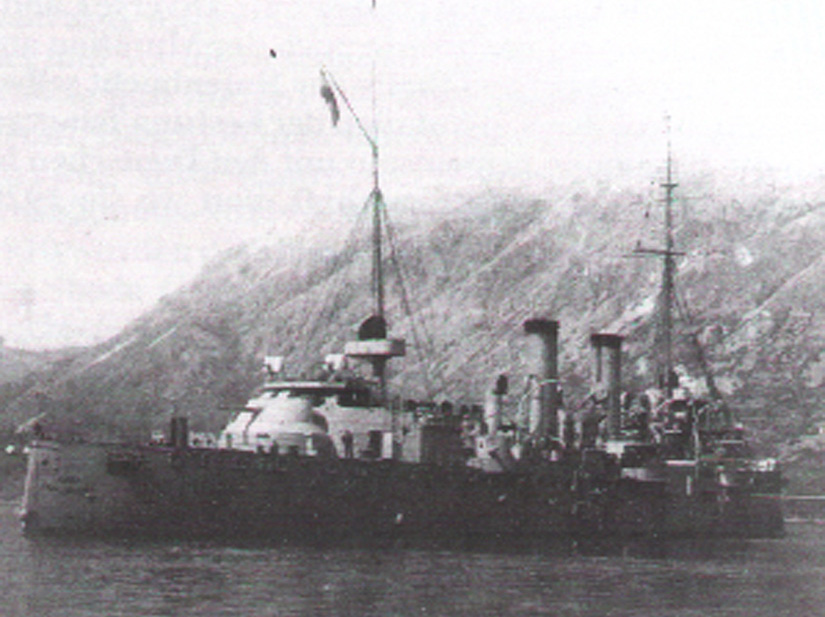
SMS Kaiser Franz Joseph I. na fotografii z roku 1906

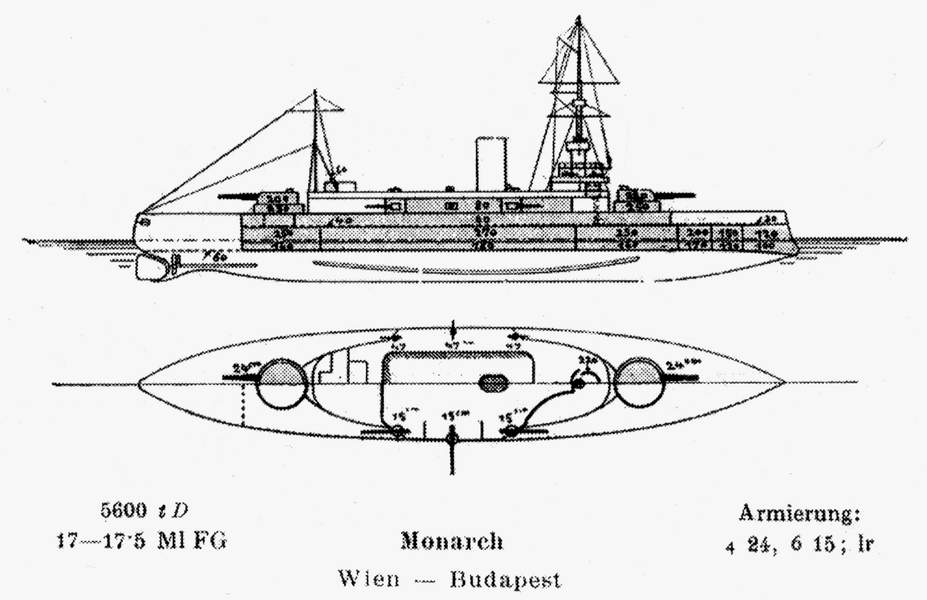
Schematický řez obrněncem SMS Monarch

Vzpoura začala 1. února 1918 přibližně v 10:00 dopoledne na křižníku Sankt Georg, který kotvil poblíž vsi Đenovići a na depotní lodi ponorek SMS Gäa. Velitel křižníkové flotily kontradmirál Alexander Hansa byl na lodi uvězněn (mohl však až do následujícího dne komunikovat s vnějším světem). Ke vzpouře se přidaly křižníky Kaiser Karl VI., Kaiser Franz Joseph I., později i obrněné lodě Monarch a Kronprinz Erzherzog Rudolf. Křižníky Helgoland, Novara sice, na rozkaz vzbouřenců z nedalekého Sankt Georgu, vztyčily rudou vlajku, ale byly plně pod kontrolou svých velitelů. Menší plavidla také obvykle zůstala pod kontrolou svých velitelů, byť často naoko vyvěsila rudé vlajky. Všechna plavidla však na rozkaz kontradmirála Hansy zůstala ve svých kotvištích, protože jinak hrozilo, že by se dostala pod palbu Sankt Georgu.
Odpoledne začalo vyjednávání mezi Hansou a námořníkem Antonem Grabarem, mluvčím vzbouřenců, a teprve v té době se doposud živelná vzpoura začala více organizovat. Námořníci vytvořili námořnické rady, které rovnoměrně zastupovaly jednotlivé národnosti a na palubě Sankt Georgu vytvořily ústřední námořnickou radu, jednotné velení vzbouřenců však nevzniklo. Požadavky vzbouřenců zahrnovaly například ukončení války, úplnou nezávislost na okolních mocnostech, odzbrojení a demobilizaci, právo národů na sebeurčení, podporu Wilsonovy nóty i lepší zásobování. Na mnoho požadavků týkajících se zásobování či vycházek reagoval Hansa vstřícně, ale většina požadavků šla vysoce nad rámec jeho kompetencí. Odmítl také zaručit beztrestnost pro vzbouřence, ale vyjednával i nadále.
Ke vzpouře se mezitím přidali dělníci z loděnic, námořníci z ponorkové základny a také hydroplánová základna v Kumboru, kde působil František Rasch (* 1889), rodák ze smíšené česko-německé rodiny z Přerova a sociální demokrat, který se na vzpouře silně podílel. Pobřežní pevnosti se však nepřipojily.
Už v noci z 1. na 2. února začalo Rakousko-uherské velení organizovat potlačení vzpoury. Velitel základny polní zbrojmistr Gusseck do oblasti stahoval posily a uvedl do pohotovosti pobřežní pevnosti, které měly vzbouřenecké lodě potopit při případném pokusu o únik. Vzbouřencům dal ultimátum, kontradmirál Hansa ho však přesvědčil, aby s útokem nespěchal a pokusil se vyhnout krveprolití.

### Pokračování jednání a rozpad flotily
Druhý den pokračovala jednání mezi Hansou a ústřední námořnickou radou, jejíhož vedení se ujal František Rasch. Požadavky vzbouřenců se o něco změnily, zahrnovaly vytvoření námořnických rad v celém loďstvu, navázání spojení s Parlamentem, jednání s jeho poslanci a také beztrestnost pro vzbouřence. Jednání však skončila bez dohody a vzpoura se ocitala ve slepé uličce. Vzbouřencům se ani nedařilo navázat rádiové spojení s okolním světem.
Ve dvě hodiny odpoledne se ke vzbouřencům přidal obrněnec Kronprinz Erzherzog Rudolf, původně hlídkující u vjezdu do přístavu, který se poté k ostatním lodím připojil, ovšem pod palbou pobřežní pevnosti, jež jednu loď zasáhla a zabila několik námořníků. To byl důkaz, že Gusseck myslí ultimátum vážně. V té době vzbouřenci také naivně dovolili odplout německým ponorkám, které se však vrátily následujícího dne a v pro ně nejkritičtější chvíli.

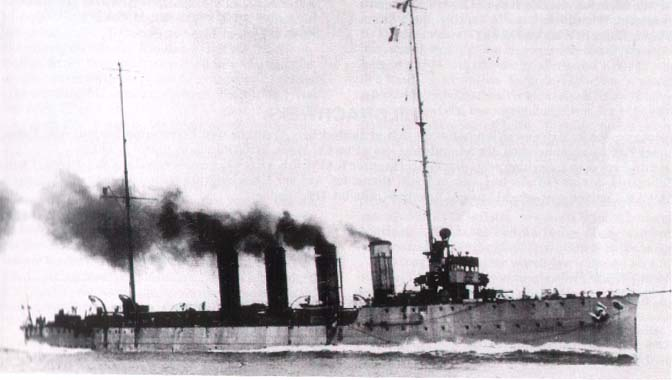
Křižník Helgoland

Jako první stáhl rudou vlajku křižník Novara, jehož kapitán se rozhodl odplout pryč od vzbouřenců do Risanské zátoky a také se mu to, přes vzájemné výhrůžky potopením mezi ním a vzbouřeneckými loďmi, podařilo. Novaru následoval křižník Helgoland a postupně i torpédoborce Tátra, Huszár, Dinara, Balaton, Orjen a Csepel, které byly vlastně celou dobu pod kontrolou svých velitelů. Následovaly je také torpédovky 10. torpédové divize.

### Potlačení vzpoury
Vzbouřenecká flotila se druhého dne dále rozpadala. Pancéřový křižník Kaiser Karl VI. odplul ještě 2. února v 17:40, na Gäa vzpoura skončila v noci, na obrněné lodi Monarch a několika dalších plavidlech nad ránem. Vzbouřencům zůstaly pouze Sankt Georg, Kaiser Franz Joseph I. a Kronprinz Erzherzog Rudolf.
Další Gusseckovo ultimátum, které bylo doručeno brzy ráno, podpořily bitevní lodě Erzherzog Karl, Erzherzog Friedrich a Erzherzog Ferdinand Max 3. divize řadových lodí, která mezitím vplula do boky Kotorské. V 9:00 se také ke vzbouřeneckým lodím přiblížily dvě z německých ponorek, daly vzbouřencům ultimátum a ponořily se, přičemž vyčkávaly na jeho vypršení, připravené k torpédovému útoku. Zbytek vzbouřenců hlasováním rozhodl vzpouru ukončit.
Na 800 námořníků bylo převezeno na břeh, 432 z nich bylo do konce války souzeno a další čtyři byli 11. února 1918 popraveni zastřelením u hřbitovní zdi ve Skaljari. Byli to František Rasch, Anton Grabar (poddůstojník ze základny Kumbar), Jerko Sisgorič (kulometčík z lodi Sankt Georg) a Mate Berničevič (kulometčík z Gäa). Probíhající soudní procesy přerušil až konec války. Malé části vedení vzbouřenců se podařilo v hydroplánu ulétnout do Itálie.
Vzpoury vedly i k tomu, že dosavadního velitele námořnictva Maximiliana Njegovana ve službě dne 1. března 1918 nahradil kontradmirál Miklós Horthy.

## Beletristická zpracování
- FLEISCHHACKER, Franz Xaver. Kotor. Překlad Egon R. Feigl. Praha: SNPL, 1959. 283 s. cnb000513962.
- KUBEC, Václav. Každého desátého zastřelit!. [Přehledem dle historických pramenů doplnil Jindřich Marek.] 1. vyd. Praha: Riopress, 2002. 189 s., 8 s. obr. příl. ISBN 80-86221-62-8.
- KUPKA, Jiří Svetozar. Vzpoura. 1. vyd. Praha: Práce, 1977. 328 s. cnb000133634.
- VEITER, Fráňa. Na vzbouřených vlnách: román z kotorské vzpoury námořníků. I. Praha: Jar. Salivar, [1928]. 251 s. cnb001994371.
- VEITER, Fráňa. Na vzbouřených vlnách: román z kotorské vzpoury námořníků. II. V Praze: nákladem Jaroslava Salivara, 1928. 182 s. cnb000542684.
- VEITER, Fráňa. Na vzbouřených vlnách: román z kotorské vzpoury námořníků. III. V Praze: Jaroslav Salivar, [1928]. 184 s. cnb001994027.